# Bernhard Nowak
Bernhard Nowak (Künstlername Cavon) (* 4. Mai 1904 in Aubing bei München; † 29. Juli 1985 in Berlin) war ein deutscher Maler, Zeichner und Grafiker der Moderne und ein Kulturredakteur der DDR.
Als Vertreter der verschollenen Generation erzielte Nowak Aufmerksamkeit als Maler und Grafiker, wurde durch die Vorgaben der Nationalsozialisten in seiner künstlerischen Entwicklung jedoch so massiv behindert, dass es ihm nach Kriegsende nicht möglich war, an seine früheren Erfolge anzuknüpfen. Privat war Nowak bis ins hohe Alter künstlerisch tätig und fertigte neben Zeichnungen, Grafiken und Gouachen im Spätwerk vor allem Collagen, die seinen Wurzeln in der Neuen Sachlichkeit verpflichtet blieben.
Aufgrund seines kulturpolitischen Engagements als Bildredakteur des Magazins, als Leiter der Kulturredaktion der Neuen Berliner Illustrierten, als künstlerischer Leiter des Satiremagazins Eulenspiegel und als Vorstand des Plakatarchivs der Akademie der Bildenden Künste Berlin nahm Nowak zentralen Einfluss auf das kulturelle Leben in der DDR.

## Leben und Werk

### Jugend
Bernhard Nowak wurde 1904 als unehelicher Sohn der Verkäuferin Helene Nowak in Aubing geboren und evangelisch getauft. Seine ersten Lebensjahre verbrachte er bei seinen Pflegeeltern Johann (Polsterarbeiter) und Cäcilie Bauer in München, bevor ihn seine Mutter zu sich nach Bad Reichenhall holte. Sie hatte dort ein eigenes Reiseandenken- und Galanteriegeschäft eröffnet, nachdem sie ihre Anstellung im Geschäft von Nowaks leiblichem Vater, Antonio Luisi, aufgegeben hatte. Dieser wurde 1866 in Torre del Greco bei Neapel als Sohn von Weinbauern geboren und war späterer Mitinhaber der Korallen- und Bijouteriewarengeschäfte A. und A. Luisi in Neapel, Zürich, Berlin, München und Bad Reichenhall.
Nowaks Mutter Helene kam am 22. März 1872 in Berlin als Tochter des Wagenhalters im königlichen Marstall Johann Nowak und dessen Ehefrau Elisabeth zur Welt. Sie besuchte wie ihre sieben Geschwister die Volksschule und kam nach ihrer Lehrzeit um ca. 1895 als Verkäuferin in die Firma A. und A. Luisi, Berlin Friedrichstraße, später nach München und Bad Reichenhall. Ihrer eigenen Geschäftsgründung 1904 in Bad Reichenhall folgten bald weitere in Arco (Südtirol), Bad Gastein, Bad Kissingen und München.
Der Grund für die Trennung seiner Eltern ist nach Aussage Nowaks in der bigotten und konservativen Haltung der streng katholischen Familie seines Vaters zu sehen.
1912 heiratete Helene Nowak den Rittmeister a. D. Ernst Schoenfeld, zu dem Nowak keinerlei emotionale Bindung aufbauen konnte. Der Stiefvater verkörperte für ihn den Typus des wilhelminischen Offiziers, der in Nowak wegen der Glorifizierung des Militärs eine starke Abneigung gegen alles Martialische hervorrief.
1914 verstarb Helene Nowak mit 42 Jahren bei der Geburt ihres zweiten Kindes, das ebenfalls nicht überlebte. Schoenfeld übertrug die Vormundschaft für Nowak auf dessen Onkel Arnold Kratzert, der als Modelleur und Bildhauer in Berlin lebte, wohin Nowak als Zehnjähriger übersiedelte. Kratzert war mit Elise Kratzert, geb. Nowak, der ältesten Schwester von Nowaks Mutter, verheiratet. Durch Kratzert, der für bekannte Bildhauer als Modellformer in deren Ateliers arbeitete, wurde Nowak erstmals näher an die Kunst herangeführt.
Ab Weihnachten 1914 bis Ostern 1916 besuchte Bernhard Nowak die Höhere Knabenschule, Kurfürstendamm 59 in Berlin, und erzielte trotz seiner ungünstigen Lebensumstände respektable Ergebnisse.
1916 übersiedelte Nowak mit seinen Pflegeeltern von Berlin nach Bad Reichenhall, wo Kratzert das Stammgeschäft von Helene Nowak übernahm, das er ohne kaufmännische Ausbildung nur mit Mühe über die Zeit des Ersten Weltkriegs retten konnte. Die meisten anderen Filialen wurden aufgelöst, den Laden in Bad Gastein führte Nowaks Tante Elise weiter.
Nowak verbrachte die Jahre 1917 und 1918 im Alpinen Studien- und Erziehungsheim Matthaeum in Bad Reichenhall und ging dort auch zur Schule.
In den ersten Jahren nach dem Krieg setzte Nowak seine Schulzeit in München am Dr. Friedrich Ustrichschen Pädagogium fort, an dem er 1921 als Siebzehnjähriger sein Abitur ablegte. Im selben Jahr lernte Nowak in München seine spätere erste Frau Else Gisler, geboren am 6. Mai 1901, kennen.

### Ausbildung und Studium
Von Dezember 1921 bis April 1922 besuchte Nowak die staatlich anerkannte Malschule Schule für zeichnende Künste und Malerei von Moritz Heymann in München, Türkenstraße 52, finanziell unterstützt von seiner Tante Elise. In dieser Zeit entstanden die ersten wichtigen künstlerischen Arbeiten, mit denen Nowak unter dem Pseudonym Cavon in Erscheinung trat.
1922 bis zum Hitlerputsch 1923 war Nowak kurze Zeit Mitglied der NSDAP, mit deren Ideologie er sich aber nicht identifizieren konnte. Es handelte sich vielmehr um einen Akt der Auflehnung gegen seinen leiblichen Vater Antonio Luisi, der zu dieser Zeit erstmals Kontakt zu ihm suchte.
In den Zwanzigerjahren erhielt Nowak eine gebrauchsgrafische Ausbildung in München. Am 8. Januar 1924 wurde der gemeinsame Sohn von Bernhard Nowak und Else Gisler, Helmut Wolfgang Nowak, unehelich geboren.
1926 begann Nowak ein Studium an der Akademie der Bildenden Künste in München, das er 1928 erfolgreich abschloss.
In diesen Jahren unternahm er zahlreiche Reisen: Sommerbesuche bei seiner Tante in Bad Reichenhall, Wien und Berlin sowie Erholungs- und Studienreisen nach Oberitalien sind durch etliche Bilder dokumentiert.
Im Frühjahr 1927 verbrachte Nowak als Student einige Zeit mit einer Studiengruppe in Gardone Riviera, wo zahlreiche zeichnerische Werke entstanden.
Am 4. Mai 1927 schloss Nowak die Ehe mit Else Nowak, geb. Gisler.
1928 war Nowak Mitglied im Künstlerbund Die Unabhängigen in München, für den er sich auch engagierte.

### Künstlerstipendium in Salzburg
Nach dem erfolgreichen Abschluss seines Kunststudiums bewarb sich Nowak für ein Stipendium des Künstlerhauses in Salzburg, das vom Kunstverein unter dem Vorsitz Moritz Stummer-Traunfels verwaltet wurde. Nowak erhielt eines der 24 Ateliers im Künstlerhaus in der Hellbrunner Straße 3, in dem er von 1929 bis 1932 kreativ tätig sein konnte. Er nahm seinen Wohnsitz in der Bergheimerstraße 37. Schon bald erhielt er das Amt des Schriftführers im Zentralverband bildender Künstler Österreichs unter dem Vorsitz von Karl Reisenbichler. In dieser Zeit entstanden zahlreiche Gebrauchsgrafiken (unter anderem für die Stieglbrauerei, das Fremdenverkehrsamt und das Schauspielhaus Salzburg). Neben seiner eigenen künstlerischen Tätigkeit erteilte Nowak Zeichen- und Grafikunterricht und hatte unter anderen so prominente Schüler wie Heinrich Ferdinand von Habsburg und Veva Tončić.
Als künstlerischer Mitarbeiter von Reisenbichler war Nowak bei umfangreichen Aufträgen für dekorative Wandmalereien in Salzburg beteiligt. In dieser Zeit entstanden auch erste Zeichnungen und Wortbeiträge für belletristische Zeitschriften, Tageszeitungen und Magazine. Als Stipendiat beschickte Nowak regelmäßig Ausstellungen im Künstlerhaus sowie die Jahresausstellungen des Zentralverbands im Schloss Mirabell.
Nowak erhielt positive Kritiken seines künstlerischen Werkes sowie breite Anerkennung in der Kunstszene. Zahlreiche Presserezensionen zeugen von der hohen Qualität des Nowakschen Œuvres, das unter anderem als „malerische Nachkommenschaft von Toulouse-Lautrec“ gewürdigt wurde.

### Politische Anfeindungen und antifaschistische Arbeiten
Aufgrund der zunehmenden Etablierung des nationalsozialistischen Gedankenguts in Österreich sah sich Nowak, der eine linksliberale Politik befürwortete, mehr und mehr politischen Anfeindungen ausgesetzt. Aufgrund der Teilnahme an einer Kollektivausstellung 1932, in der Nowak klare antifaschistische Zeichnungen zeigte und damit eindeutige politische Stellung bezog, wurde ihm die Mitarbeiterstelle im Zentralverband gekündigt. In dieser Zeit lernte Nowak den österreichischen Maler und Grafiker Slavi Soucek kennen, der ihm künstlerisch und menschlich eine große Stütze war und mit dem ihn eine lebenslange Freundschaft verband.
Da sich seine Arbeitsbedingungen zusehends verschlechterten, sah sich Nowak schließlich gezwungen, seine Künstlerexistenz in Salzburg aufzugeben.

### Übersiedlung nach Berlin und Berufsverbot als Künstler
Im Spätherbst 1932 übersiedelte Nowak nach Berlin und nahm in der Oranienburger Straße 92 seinen Wohnsitz. Mit einer Empfehlung hoffte er auf eine Anstellung als Pressezeichner beim 12 Uhr Blatt. Doch dieser Plan zerschlug sich mit der Machtübernahme Adolf Hitlers am 30. Januar 1933.
Erschwerend kam hinzu, dass starke Magenblutungen Nowak zu einem mehrmonatigen Aufenthalt im Virchow-Krankenhaus zwangen. Anfang Mai 1933 wurde er entlassen und bemühte sich um eine Zulassung als hauptberuflich freischaffender Künstler und Grafiker, welche ihm aber verwehrt wurde. Von 1933 bis 1937 war Nowaks Leben von Arbeitslosigkeit bestimmt. Als Afü-Arbeiter war er als Hilfsarbeiter dem Stadtbauamt zugeteilt.
Zudem waren Nowak und seine Frau erneut politischen Anfeindungen und Repressalien durch die Nationalsozialisten ausgesetzt. Else Nowak hatte sich in einem Prozess gegen Helmuth Klotz, der unter anderem durch die Publikation seiner Druckschrift Der Fall Röhm vehemente Kritik an der nationalsozialistischen Ideologie übte, als Zeugin zur Verfügung gestellt. Sie hatte Klotz während ihrer Tätigkeit als Sekretärin in München kennengelernt und bestätigte im Gerichtsverfahren dessen frühere NSDAP-Parteizugehörigkeit, die der spätere Propagandaminister Joseph Goebbels vehement bestritten hatte. Die Folge waren verschärfte Repressalien gegen Else Nowak, denen sie auf Dauer psychisch nicht gewachsen war. Mit 33 Jahren nahm sie sich am 4. Juni 1934 das Leben. Im selben Jahr wurde der gemeinsame Sohn Helmut Wolfgang Nowak dem Potsdamer Großen Waisenhaus, einer Nationalpolitischen Erziehungsanstalt, übergeben.
1936 wurde Nowak die Wohnung in der Oranienburger Straße gekündigt und er musste seinen Wohnsitz in einer Wohnung in der Ruppiner Straße 5 nehmen, die nicht als menschenwürdig bezeichnet werden konnte.
Um sein materielles Überleben zu sichern, war Nowak gezwungen, etliche illegale grafische Aufträge anzunehmen. Er fertigte die Wandbemalung im Hotel Lindeneck, gestaltete Grußkarten und malte Bilder. Etwa ab dieser Zeit verzichtete er auf das Pseudonym Cavon, was sein offizielles Ende als hauptberuflicher Maler markiert.
Bis zum Sommer 1937 war Nowak dem Stadtbauamt als Hilfsarbeiter zugeteilt, bis er schließlich vom Arbeitsamt ins Hausatelier Statistische Graphik vermittelt wurde. Allerdings hatten seine prekäre Wohn- und Arbeitssituation dazu geführt, dass Nowak gesundheitlich stark angegriffen war und er sich 1938 einer schweren Magenoperation unterziehen musste.
Nach Ausbruch des Zweiten Weltkriegs wurde das graphische Atelier verkleinert und Nowak wurde wegen seiner künstlerischen Fachkenntnisse ins Hilfswerk für die deutsche bildende Kunst in der NS-Volkswohlfahrt übernommen, wo er von 1940 bis 1941 als Ausstellungsleiter tätig war. In dieser Funktion kuratierte er Werkschauen in Leipzig, Karlsbad, Prag, Kaiserslautern und Bamberg und nutzte die Gelegenheit, um vom System benachteiligte Berliner und Salzburger Künstler (darunter zwei, die mit Jüdinnen verheiratet waren) zu unterstützen, indem er ihre Bilder in die Ausstellungen aufnahm, verkaufte sowie Aufträge vermittelte.
In dieser Zeit entstanden heimlich zahlreiche Hitlerkarikaturen, Collagen und Zeichnungen, die massiv Kritik an der nationalsozialistischen Politik übten.
Am 10. Februar 1940 heiratete Bernhard Nowak seine zweite Frau Ida Nowak, geb. Krupkat, geboren am 5. Mai 1905. Der gemeinsame Sohn Friedrich Nowak kam am 19. März 1940 zur Welt. Die Wohnung der Familie befand sich in der Weichselstraße 19 in Neukölln.

### Kriegseinsatz
Am 1. Oktober 1941 wurde Nowak zum Militär eingezogen. 1942 musste auch sein erster Sohn Helmut Nowak den Wehrdienst antreten und war seit April 1945 als vermisst gemeldet.
Während seines gesamten Kriegseinsatzes war Nowak einem Messzug der Flak zugeteilt und musste sich an keinen aktiven Kriegshandlungen beteiligen. Die meiste Zeit verbrachte er in Deutschsüdmähren und im Burgenland. Während der Militärzeit entstanden Bilder von der Einsatzgegend, aber auch heitere und lebensfreudige Arbeiten.
Gegen Ende des Krieges, im Februar 1945, wurde Nowak durch einen Fliegerangriff schwer verwundet, es schlossen sich lange Lazarettaufenthalte an. Da die Amerikaner nach Kriegsende keine Entlassungen ins sowjetisch besetzte Gebiet vornahmen, in dem Nowak seine Familie glaubte, brachten sie ihn zurück nach Salzburg.

### Kulturpolitisches Engagement in Salzburg
In Salzburg nahm Nowak seinen Wohnsitz in der Pfeifergasse 4. In dieser Zeit vertiefte sich die Freundschaft mit Slavi Soucek noch einmal deutlich. 1945 unternahm Nowak zahlreiche Ausflüge in die Umgebung Salzburgs (Bad Reichenhall, Ruhpolding, Bad Gastein etc.), bei denen er Zeichnungen und einfach kolorierte Bilder anfertigte.
Durch Soucek lernte Nowak Viktor Reimann kennen, der ihm in seiner Eigenschaft als stellvertretender Chefredakteur der Salzburger Nachrichten erste Möglichkeiten verschaffte, Beiträge und Zeichnungen in der Presse zu veröffentlichen.
Als Folge gründeten Reimann, Soucek, Nowak und wenige andere die Wochenzeitschrift Woge, die sich in erster Linie mit aktuellen politischen und kulturellen Ereignissen befasste, welche aber auch Kulturschaffende aus verschiedenen Sparten vorstellte oder nach dem Krieg wieder in Erinnerung rief. Soucek und Nowak leiteten die Studioredaktion, die für die Kulturberichterstattung und die Illustrationen zuständig war. Nowak publizierte neben seinem richtigen Namen erstmals auch dem Pseudonym Bernd Idamann (= Mann der Ida).
Zu seiner Familie in Berlin konnte Nowak zunächst keinen Kontakt herstellen. Den Aufenthalt in Salzburg musste er sich monatlich behördlich genehmigen lassen, was wegen seiner Beschäftigung bei der Woge eine Weile problemlos möglich war. Doch schnell entwickelte sich nach dem Krieg in Salzburg wieder eine politische Atmosphäre, bei der es für so genannte linke kritische Stimmen in der Presse keinen Platz mehr gab. Als Folge wurde Nowaks Aufenthaltsgenehmigung im Oktober 1945 nicht verlängert, weshalb er am 22. Januar ein Gesuch auf Repatriierung stellte. Im Mai 1946 erhielt Nowak die Genehmigung, nach Berlin zurückzukehren.

### Wichtiger Akteur der Kulturpolitik Ostberlins
Noch im selben Monat übersiedelte Nowak nach Berlin, wo eine Familienzusammenführung erfolgte. Zusammen mit seiner zweiten Frau Ida und seinem Sohn Friedrich nahm Nowak seinen Wohnsitz in der Weichselstraße 19. In der Folge arbeitete er als Zeichner für die Tägliche Rundschau (der Vorgängerzeitung von Neues Deutschland) unter der Chefredaktion des Philosophen Wolfgang Harich und fertigte zeichnerische Beiträge für die von Herbert Sandberg und Günter Weisenborn gegründete satirische Zeitschrift Ulenspiegel.
Nowak fand zudem ehrenamtliche Arbeit bei der Zentralstelle zur Erfassung und Pflege von Kunstwerken, die der Berliner Magistrat eingerichtet hatte, um sich um die Bergung von ungesichertem Kulturgut mit unbekanntem Besitzer zu kümmern. Außerdem sollte der wiederaufkommende Kunsthandel offiziell überwacht werden, um so auf verloren geglaubte Kunstwerke zu stoßen.
Eine weitere wichtige Tätigkeit war Nowaks Mitarbeit bei der Zeitschrift Frischer Wind, die als satirisch-humoristisches Massenblatt konzipiert war. Er lieferte Zeichnungen, trat aber auch als Autor unter dem Pseudonym Idamann (in der Variante B. Idamann auch als ironische Anspielung auf Biedermann) in Erscheinung.
Im Herbst 1946 stieg Nowak zum Leiter der Kulturredaktion der Neuen Berliner Illustrierten NBI auf. Bei diesem Blatt handelte es sich um eine auflagenstarke Wochenzeitschrift, die ein breites Publikum erreichte. Chefredakteurin war damals Lilly Becher, die dritte Ehefrau des Schriftstellers Johannes R. Becher, dem ersten Präsidenten des Kulturbund zur demokratischen Erneuerung Deutschlands und späteren Kulturminister der DDR. Nowak war unter anderem für die Auswahl der in Form von Fortsetzungsromanen veröffentlichten Belletristik verantwortlich. Zu diesem Zweck stand er mit anerkannten Schriftstellern in persönlichem Kontakt. Schriftverkehr mit Lion Feuchtwanger, F.C. Weiskopf und Stefan Heym ist aus dieser Zeit belegt.
In der Folge trat Nowak dem Kulturbund bei und wurde 1947 Mitglied in der Gewerkschaft Kunst und Schrifttum, die im Freien Deutschen Gewerkschaftsbund organisiert war.
Nach Gründung der DDR entschied sich Nowak bewusst für die Ostzone und zog mit seiner Familie nach Friedrichshagen, wo er am Müggelseedamm 276 seinen Wohnsitz nahm.
1952 erfolgte Nowaks Eintritt in die SED.
Ab dem Jahr 1948 unternahm Nowak in den Sommermonaten längere Reisen, die durch zahlreiche Zeichnungen und Gouachen belegt sind: Scharmützelsee 1948, 1950, 1952, Spreewald 1953, Harz 1954, 1955, Ahrenshoop 1956, 1959 (dazwischen mehrere Kurzaufenthalte), Rügen 1959.
Nowak etablierte sich zunehmend als künstlerisch versierter Redakteur und Fachmann für kulturelle Angelegenheiten. 1954 wurde ihm die künstlerische Leitung der Satirezeitschrift Eulenspiegel übertragen, die den Frischen Wind abgelöst hatte. In dieser Eigenschaft konnte er das Erscheinungsbild der Zeitschrift entscheidend mitgestalten und auch die inhaltliche Richtung beeinflussen. Nowak gelang es, aus dem Eulenspiegel ein künstlerisch respektiertes Erzeugnis zu formen, indem er zum Beispiel Kurt Klamann für das bei den Lesern beliebte galante Blatt, Karl Schrader für die großformatige Groteske und den fast achtzigjährigen Fritz Koch-Gotha zur regelmäßigen Mitarbeit gewinnen konnte. Später verhalf Nowak berühmten Zeichnern wie etwa Henry Büttner zu ihrem Start.
Der künstlerische Leiter und Zeichner Bernhard Nowak musste jedoch aus politischen Gründen für das Redaktionsteam geopfert werden. Grund dafür waren einige Karikaturen von Harald Kretzschmar, die in der Silvesterausgabe 1957 veröffentlicht werden sollten. Abgebildet wurden alle Minister der DDR, darunter auch der stellvertretende Ministerpräsident Walter Ulbricht, der im letzten Moment den Druck seines Konterfeis verhinderte. Darüber war der Chefredakteur der Zeitschrift, Heinz H. Schmidt, so erbost, dass er sich zusammen mit der Ulbrichtkarikatur für die Zeitschrift Freie Welt fotografieren ließ. Die Konsequenz war dessen Entlassung, die auch seinen engsten Mitarbeiter Nowak betraf.
Unmittelbar nach seiner Entlassung beim Eulenspiegel wurde Nowak die Stelle als Redakteur bei der Zeitschrift Das Magazin angeboten, die wie der Eulenspiegel im Haus des Verlags Volk und Welt in der Glinkastraße 13/15 in Berlin-Mitte untergebracht war. Deren Chefredakteurin Hilde Eisler war die Ehefrau des in der DDR sehr einflussreichen Journalisten Gerhart Eisler, dem Bruder von Hanns Eisler, der als Komponist der Nationalhymne bekannt geworden war. Das Magazin, eine im ganzen Land beliebte Monatszeitschrift, fiel aus dem Rahmen der einheitlich gelenkten DDR-Presse. Entstanden als Folge der Juni-Unruhen von 1953, war es die Aufgabe des Blattes, die Presselandschaft aufzuheitern; der Sozialismus sollte den Menschen auch Vergnügen bereiten. Schon nach kurzer Beschäftigungszeit als Redakteur, in der Nowak unter anderem einen Beitrag über den Künstler Kurt Klamann anlässlich dessen 50. Geburtstag verfasst hatte, wurde er zum Bildchef befördert. In dieser Funktion war Nowak maßgeblich für das äußere Erscheinungsbild der Zeitschrift verantwortlich.
Nach seiner über zwölfjährigen Tätigkeit in verschiedenen Redaktionen folgte Nowak 1959 einem Ruf der Akademie der Künste, wo ihm eine Stelle als wissenschaftlicher Mitarbeiter angeboten wurde. Er baute das dortige Plakatarchiv auf, dessen erster Leiter er wurde. Ab 1960 veröffentlichte Nowak wissenschaftliche Beiträge für die Akademie.
Von 1962 an arbeitete Nowak freischaffend als Kunstpublizist und Buchautor. Wie vertraglich vereinbart, lieferte er Beiträge und Zeichnungen für die Neue Werbung und schrieb Artikel für die Bildende Kunst. Während der gesamten Dauer seiner journalistischen Tätigkeit veröffentlichte Nowak Zeichnungen, Satiren, Rezensionen und Kunstkritiken in diversen Publikationsorgangen, vor allem aber für die Berliner Zeitung.
Ab 1962 trat Nowak auch als Kunstpublizist und Buchautor (Monografien unter anderem zu Arno Mohr, Fritz Cremer, Henri Matisse und Ferdinand Georg Waldmüller) in Erscheinung.
Sein eigenes künstlerisches Schaffen betrieb Nowak ab den Vierzigerjahren nur noch im privaten Rahmen, aber deshalb nicht minder intensiv.
Besonders gegen Ende der Fünfzigerjahre entstanden zahlreiche farbenfrohe, stark expressive Bilder, während sich Nowak in den Jahren 1960 und 1961 fast ausschließlich mit Frauenakten beschäftigte. Im Spätwerk befasste er sich vorwiegend mit der Collage.
Am 29. Juli 1985 verstarb Bernhard Nowak im Alter von 81 Jahren in Berlin, wo er auf dem Evangelischen Friedhof Friedrichshagen begraben liegt.

## Sammlungshistorie, Nachlasssituation und Würdigung
Bei Renovierungsarbeiten wurden im Sommer 1997 im ehemaligen Ostteil von Berlin circa 200 Papierarbeiten von Bernhard Nowak-Cavon entdeckt, die in einer Mappe versteckt, unentdeckt auf einem Boden gelegen hatten. Es handelte sich um überwiegend farbige, mittel- und kleinformatige Gouachen. Die Themen entsprachen einem kritischen Zeitgeist der Dreißiger- und Vierzigerjahre. Zutage kamen bissige politische Karikaturen, Milieustudien, expressive Landschaften und erotische Sujets. Es handelte sich um gut erhaltene Papierarbeiten, die in ihrer Farbigkeit und Ausdrucksstärke an die Werke von George Grosz, Felix Müller und August Macke erinnern.
Die hohe künstlerische Qualität der Blätter bewog einen privaten Kunstsammler spontan, das Konvolut zu kaufen, obwohl – auch in der Fachwelt – über den Künstler zu diesem Zeitpunkt nichts Näheres bekannt war. Während der Redakteur, Zeichner und Bildchef Bernhard Nowak in der DDR hohes Ansehen genoss, geriet der Künstler Nowak-Cavon nach seinem Tod 1985 in Berlin rasch in Vergessenheit. Dazu trug vermutlich auch die Tatsache bei, dass sein künstlerischer Nachlass in den Achtzigerjahren von Mitarbeitern des Bereichs für kommerzielle Koordinierung an private Kunstsammler veräußert und damit dem öffentlichen Interesse entzogen worden war.
Mittlerweile konnte durch das Engagement des Kunstsammlers und den Erwerb auch einzelner verstreuter Werke das Gesamtwerk Nowaks im Wesentlichen wieder vereint werden. Der in der Sammlung befindliche Nachlass enthält neben über 1.500 bildkünstlerischen Werken, die sich durch eine beeindruckende Vielfalt an Stilen und Techniken (Scherenschnitte, Zeichnungen, Gouachen, Collagen, darunter auch solche im Stile Hannah Höchs und Fotoreprocollagen im Stile Franz Rohs, Holzschnitte) auszeichnen, auch zahlreiche persönliche Dokumente wie Briefe, Fotografien, Zeugnisse, Pressekritiken, eigene Publikationen (Monografien, redaktionelle Texte, Rezensionen) sowie Skizzenbücher, Probedrucke, Plakatentwürfe, Kleingrafiken wie Ex Libris, Druckstöcke und Gedichte auch Kopien des Schriftverkehrs mit zeitgenössischen Autoren wie Lion Feuchtwanger, F.C. Weiskopf und Stefan Heym.
Da Bernhard Nowak zeitlebens der Kunst treu geblieben ist und dabei immer den neuen Strömungen und Tendenzen aufgeschlossen war (wenngleich er stets gegenständlich blieb und die Abstraktion mied), kann sein künstlerisches Werk als repräsentativ für die Entwicklung der Kunst des 20. Jahrhunderts in Deutschland gewertet werden. Auch wenn er sich nach dem Zweiten Weltkrieg bewusst für Ostberlin und damit die Staatsform der DDR als kommunistische Alternative zum Faschismus entschieden hatte, so widersetzte er sich doch durchgängig den Vorgaben des sozialistischen Realismus als Kunstform, was nur möglich war, da er seine künstlerische Passion im Privaten pflegte.
In einer zeitgenössischen Kritik als „malerische Nachkommenschaft von Toulouse-Lautrec“ gewürdigt, steht das künstlerische Werk von Nowak in der Tradition eines George Grosz, Otto Dix und Max Beckmann, weist im Frühwerk aber auch Anleihen bei Aubrey Beardsley und Max Ernst sowie in den Vierzigerjahren bei Käthe Kollwitz und Pablo Picasso auf, ohne jedoch je epigonal zu wirken. Durch die Entwicklung einer individuellen Formensprache setzt sich das Nowaksche Werk deutlich von den Zeitgenossen ab und trägt klar eine unverwechselbare Handschrift.

## Ausstellungen
- Zahlreiche Beteiligungen an Kollektivausstellungen im Mirabellschloss und im Künstlerhaus in Salzburg in den Jahren 1929 bis 1932.
- Das künstlerische Werk Bernhard Nowaks wurde bei der 6. KunstNachtSelb 2006 (25.3. bis 26.3.), im Rahmen einer Ausstellung des Kunstvereins Hof 2007 (6.9. bis 3.10.) und in Form einer Retrospektive in der Galerie in der Promenade Fürth 2009 (17.10. bis 18.12.) erstmals der Öffentlichkeit vorgestellt.
- Werke Bernhard Nowaks sind daneben in der Sammlung des Willy-Brandt-Hauses Berlin[39] und des Zentrums für verfemte Künste Solingen vertreten.

## Werke
- Nowak, Bernhard: Fritz Koch-Gotha. Gezeichnetes Leben, Eulenspiegel, Berlin 1956.
- Nowak, Bernhard: Modelle und Motive, Unbekanntes von einem Bekannten, Das Magazin, Heft 9, September 1957.
- Heinz Lüdecke (Hrsg.): Veröffentlichung der Deutschen Akademie der Künste mit einer Einleitung von Bernhard Nowak, Arno Mohr, Künstler der Gegenwart, VEB Verlag der Kunst, Dresden 1960.
- Nowak, Bernhard: Frans Masereel, VEB Verlag der Kunst, Dresden 1960.
- Nowak, Bernhard / Klemke, Werner: Veröffentlichung der Deutschen Akademie der Künste mit einer Einleitung von Bernhard Nowak, Werner Klemke, Künstler der Gegenwart, VEB Verlag der Kunst, Dresden 1963.
- Nowak, Bernhard: Fritz Cremer, Henschel Verlag, Berlin 1965.
- Nowak, Bernhard u. a.: Artisten- und Zirkusplakate, Edition Leipzig 1976.
- Nowak, Bernhard: Henri Matisse, VEB Verlag der Kunst, Dresden 1979.
- Nowak, Bernhard: Ferdinand Georg Waldmüller. Maler und Werk, VEB Verlag der Kunst, Dresden 1981.